# 중앙로 (포항시)
중앙로(中央路, Jungang-ro)는 경상북도 포항시 남구 해도동 형산교차로에서 북구 우현동을 거쳐 우현사거리까지 연결하는 도로이다. 세무서삼거리에서 우현사거리까지의 구간은 국도 제7호선으로 지정되어 있다.

## 노선 경로
- 형산교차로 / 희망대로(교차지점), 형산강북로(끝지점), 동해안로(끝지점)
- 미상 / 문예로(교차지점)
- 미상 / 상공로(교차지점)
- 미상 / 양학천로(교차지점)
- 오거리 / 죽도로(교차지점), 중흥로(끝지점)
- 남빈사거리 / 칠성로(교차지점)
- 미상 / 불종로(교차지점)
- 육거리 / 서동로(교차지점), 중앙상가길(끝지점), 삼호로(시작지점)
- 세무서삼거리 / 국도 제7호선 용당로(교차지점)
- 미상 / 선착로(시작지점)
- 미상 / 학산로(시작지점)
- 미상 / 아치로(시작지점)
- 우현사거리 / 새천년대로(교차지점)
- 국도 제7호선 소티재로와 직결

## 주요 건물 및 시설
| 표기 | 건물명                    | 도로명주소                               |
| ---- | ------------------------- | ---------------------------------------- |
| 짝수 | 한국전기안전공사 포항지점 | 경상북도 포항시 중앙로 116 (해도동)      |
| 짝수 | 해도119안전센터           | 경상북도 포항시 중앙로 118 (해도동)      |
| 짝수 | 포항고속버스터미널        | 경상북도 포항시 남구 중앙로 166 (해도동) |
| 홀수 | 북구청                    | 경상북도 포항시 북구 중앙로 325 (덕산동) |
| 홀수 | 포항북부경찰서            | 경상북도 포항시 북구 중앙로 331 (덕산동) |
| 짝수 | 포항북부소방서            | 경상북도 포항시 북구 중앙로 332 (덕산동) |
| 홀수 | 경찰시민교육문화센터      | 경상북도 포항시 북구 중앙로 341 (덕수동) |
| 짝수 | 포항세무서                | 경상북도 포항시 북구 중앙로 346 (덕수동) |
| 짝수 | 덕수지구대                | 경상북도 포항시 북구 중앙로 352 (덕수동) |

## 같이 보기
- 국도 제31호선 (기존 도로)
- 포항고속버스터미널
- 죽도시장